# Prosomă

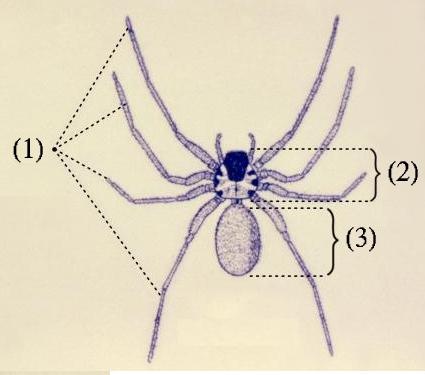
Morfologia unui păianjen:
1 - membre locomotoare;
2 - prosomă;
3 - opistosomă.

Prosoma, sau cefalotorace, reprezintă regiunea anterioară a corpului la chelicerate și crustacee. La insecte corpul este divizat în 3 regiuni: cap, torace și abdomen. Prosoma poartă membrele locomotoare, orificiul bucal, antenule.

La chelicerate pe prosomă se află și pedipalpii și chelicerele, folosite la fărămițarea hranei. Prosoma este alcătuită din fuzionarea acronului cu 7 segmente toracice. La solifuge sunt fuzionate doar primele 4 segmente (plus acron), celelalte 2 sunt libere, la celelalte arahnide toate segmentele sunt contopite.

La crustacee, prosma este prezentă la racii superiori (Malacostraca). Prosoma rezultă din fuziunii imobilă a capului și toracelui. Capul poartă 2 perechi de antene, cu rol tactil; ochi fasetici; anexele ce înconjoară orificiul bucal (mandibulă, maxilare). Pe torace se găsesc 3 perechi de maxilipede și 5 perechi de membre locomotoare.

Prosoma este acoperită cu cuticulă chitinizată, cu rol de endoschelet. Ventral cuticula este formată din plăci, numite sclerite. Aici are loc articularea membrelor de corp. Dorsal, cuticula este formată din tergite. La xifosure cuticula este acoperitǎ cu un scut. Deoarece cuticala nu se extinde, are loc procesul de năpârlire. Cuticula veche este desprinsă. Apoi epidermul produce o cuticulă moale, ce se întărește în timp.